# راسيل دافنبورت
راسيل دافنبورت (بالإنجليزية: Russell Davenport)‏ هو كاتب أمريكي، ولد في 1899 في بيت لحم في الولايات المتحدة، وتوفي في 1954.